# 1861 en Lorraine
Chronologie de la Lorraine
- 1857
- 1858
- 1859
- 1860
- 1861
- 1862
- 1863
- 1864
- 1865

Cette page est une liste d'événements qui se sont produits durant l'année 1861 en Lorraine.

## Événements
- L'eau de Contrexéville est officiellement reconnue eau minérale naturelle[1],[2].
- Deux nouveaux hauts fourneaux complêtent l'équipement de l'usine de Pont-à-Mousson. La production reste faible, de l’ordre de cinq à six tonnes par jour et par haut fourneau[3].
- 2500 exposants de l'Est de la France mais aussi de l'étranger participent à l'exposition universelle organisée à Metz[4],[5].
- La Vosgienne Julie-Victoire Daubié est la première Française à obtenir son baccalauréat[4]

## Naissances

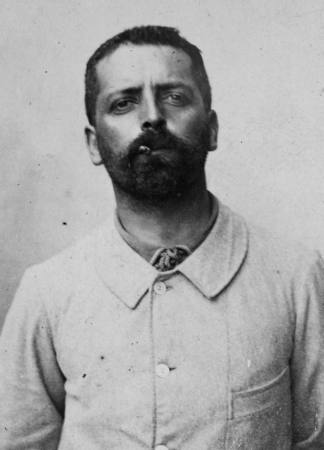
Camille Martin.

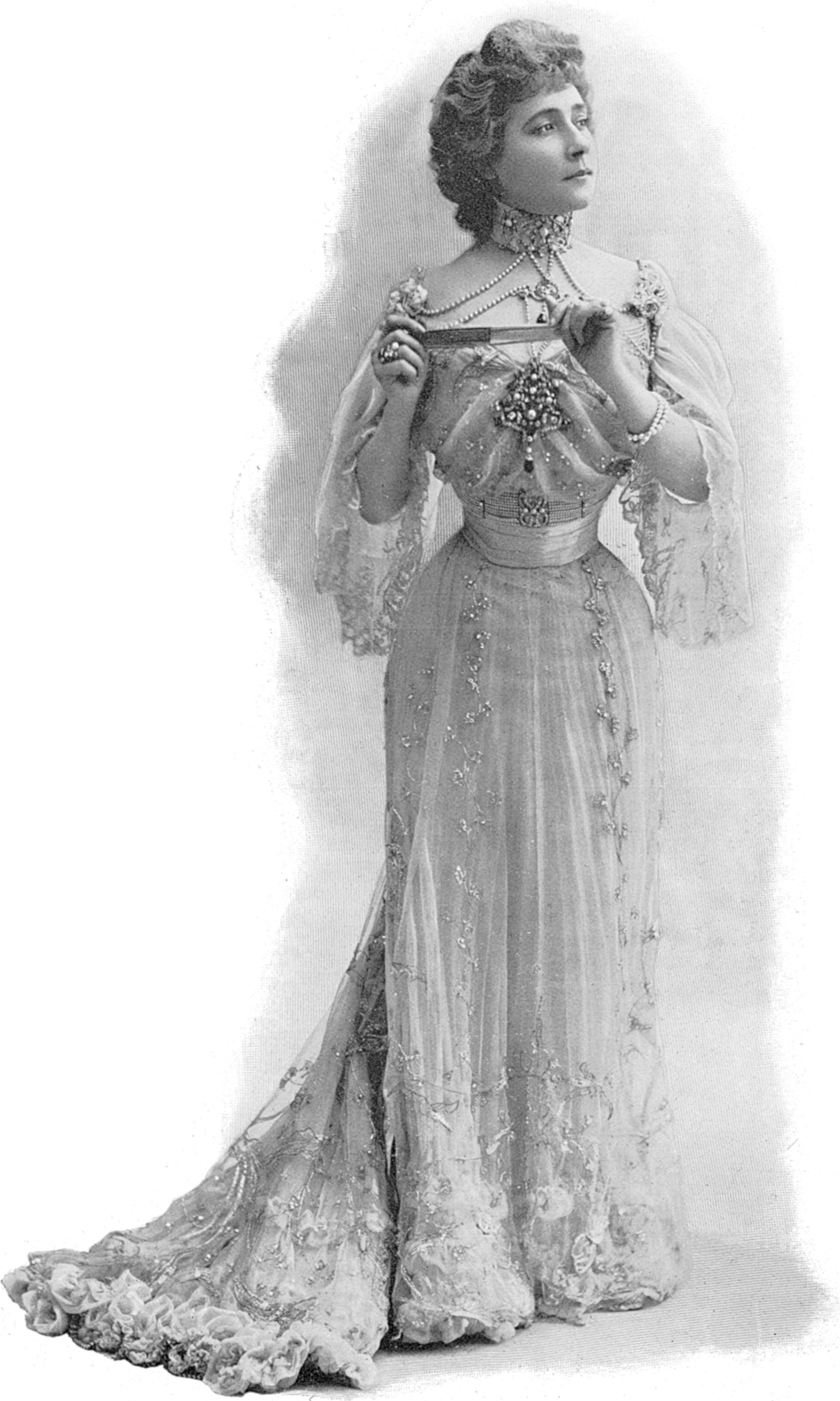
Mlle Marcelle Lender en 1901 à Paris.

- 8 février au Ban-de-Sapt (Vosges) : Edmond Gérard, homme politique français  décédé le 11 novembre 1918 à Saint-Dié (Vosges).
- 13 février à Docelles : Jean Paul Vuillemin, mycologue français, mort le 29 juin 1932 à Malzéville.
- 14 février à Nancy : Camille Martin, peintre, relieur, illustrateur et affichiste lorrain, né Camille Emmanuel Joseph Étienne Martin[6], et mort en 1898. Il fut membre du mouvement de l'École de Nancy.
- 21 février Bar-le-Duc : Pierre Onfroy de Bréville, compositeur français, mort à Paris le 24 septembre 1949.
- 27 février à Épinal : Louis Marie Adolphe Olivier Édouard Joubin, mort le 24 avril 1935 à Paris, zoologiste français[7],[8].
- 8 mars à Bambiderstroff : Adrien Veber, décédé le 29 octobre 1932 à Saint-Denis[9], avocat, homme politique français, responsable de journaux et auteur.
- 6 avril  à Tarquimpol : Stanislas de Guaita, mort à Tarquimpol le 19 décembre 1897, occultiste et poète français, cofondateur avec Papus et Joséphin Péladan de l'Ordre kabbalistique de la Rose-Croix[10],[11].
- 8 avril à Nancy : Paul Charles Victor Braulot (décédé le 20 août 1897), officier colonial et explorateur français.
- 3 juin à Lunéville : Raoul Méquillet, homme politique français décédé le 31 juillet 1919 à Paris[12].
- 7 août à Nancy : Georges-Albert Puyou de Pouvourville, mort le 30 décembre 1939 à Paris, poète, traducteur et ésotériste français.
- 17 septembre à Nancy : Marcelle Lender (née Anne Bastien [13], morte à Paris 17e le 27 septembre 1926[14])  chanteuse et actrice rendue célèbre par Henri de Toulouse-Lautrec qui l'a plusieurs fois mise en peinture.
- 23 septembre à Phalsbourg : Joseph Alfred Micheler, général de division français. Il est décédé le 17 mars 1931 à Nice. Il est inhumé au cimetière Saint-Roch de Grenoble dans le caveau de la famille Micheler.
- 6 octobre  à Nancy : Pierre Jacquin de Margerie,  mort le 1er juin 1942, diplomate français.
- 12 octobre à Revigny (Meuse) : Pol Chevalier, mort le 11 février 1935 à Bar-le-Duc (Meuse), homme politique français.
- 9 novembre à Guinglange : Maxime Noiré, mort à Alger le 4 juillet 1927, peintre orientaliste français.
- 15 novembre à La Lobe, commune d´Arry : Edmond Louyot, décédé à La Lobe, commune d´Arry, le 17 janvier 1920, est un peintre lorrain[15]. Spécialiste des scènes de genre et des paysages, il fit carrière en Allemagne et décède dans son village natal redevenu français après le Traité de Versailles.
- 18 novembre à Saint-Nicolas-de-Port : Émile Badel, mort le 6 décembre 1936 à Bayon, érudit lorrain.
- 1 décembre à Brémoncourt (54) : Édouard Imbeaux, ingénieur et médecin français, mort le 25 juin 1943 à Hyères (83). Il est considéré comme faisant partie des fondateurs de l'hydrogéologie[16].
- 17 décembre à Baccarat (Meurthe): François Gény, mort le 16 décembre 1959 à Nancy (Meurthe-et-Moselle), juriste français, célèbre pour sa critique de la méthode d’interprétation fondée uniquement sur l’exégèse de textes légaux et réglementaires, et qui a montré la force créatrice de la coutume et proposé de faire une large place à la libre recherche scientifique dans les méthodes d’interprétation.

## Décès
- 10 mars à Metz : Étienne Casimir Oulif, né à Metz le 4 mars 1804[17], photographe et un inventeur français du XIXe siècle.
- 25 janvier à Metz : Nicolas Charpentier est un homme politique français né le 6 juillet 1786 à Rombas (Moselle).